# Sale el sol
Sale el sol é o nono álbum de estúdio e o sétimo lançado mundialmente pela artista musical colombiana, Shakira. Seu lançamento aconteceu em 19 de outubro de 2010, pelo selo Epic Records. O disco foi produzido por Lester Mendez, que trabalhou anteriormente com a cantora em canções como "La Tortura" e "Underneath Your Clothes"; e por Jim Jonsin, que já havia trabalhado com nomes como Eminem, Soulja Boy e The Neptunes.
O conteúdo do álbum é centrado em canções interpretadas em espanhol, contendo algumas em inglês, sendo 3 delas versões de músicas em espanhol, além da faixa "Islands", um cover da banda inglesa The XX, que Shakira cantou pela primeira e única vez ao vivo no Festival de Glastonbury de 2010. Define-se o álbum a partir de três correntes: canções latinas, rock e baladas românticas. Shakira chegou a afirmar que o material lembra muito alguns de seus álbuns anteriores, como Fijación oral vol. 1 e Oral Fixation Vol. 2, e que poderia ser classificado como uma síntese de todo o seu trabalho.
Nos Estados Unidos, Sale El Sol debutou no Top 10 da Billboard 200, principal parada de álbuns do país, estreando na 7a posição. Porém, o seu melhor desempenho deu-se, como sempre, na tabela da Billboard Top Latin Albums, onde o álbum estreou diretamente na 1a posição, ocupando-a por 12 semanas consecutivas. Mundialmente o álbum já vendeu mais de 5 milhões de cópias.

## Antecedentes
Em outubro de 2009, Shakira lançou seu oitavo álbum de estúdio, She Wolf. A composição do disco mudou um pouco dos estilos mais trabalhados pela cantora como pop e pop rock e foi principalmente focado no electropop, com elementos de música do mundo e dancehall. O álbum foi recebido positivamente pela maioria dos críticos de música e foi elogiado pela sua distinta natureza e pela experimentação de Shakira com o electropop. Comercialmente, She Wolf foi um sucesso e liderou as paradas e obteve certificações de ouro e platina em vários territórios sul-americanos e europeus. No entanto, ele se apresentou mal desempenho nos Estados Unidos e se tornou o primeiro álbum de estúdio de Shakira desde Where Are The Thieves? (1998) a perder o pico dentro do top 10 depois que de ter estreado no número 15 na parada da Billboard Hot 200. Em maio de 2010, ela escreveu e gravou "Waka Waka (This Time for Africa)", a música oficial da Copa do Mundo FIFA de 2010, que se tornou um sucesso mundial.

## Produção
Os primeiros rumores sobre a criação do novo álbum surgiram em meados de 2010, e o nome do disco passou a se chamar extraoficialmente "Sale El Sol" a partir de uma entrevista feita com Shakira em 15 de julho de 2010, veiculada no site da Univisión, na qual ela não só confirma a existência do álbum, como também: a quase finalização deste, bem como suas características musicais e as intenções ao criá-lo. Ainda no mesmo mês, sugeria-se que o nome do álbum em inglês seria "Sunrise", mas logo uma breve notícia no Twitter da filial brasileira da Sony Music, distribuidora oficial da gravadora Epic neste país (e em vários outros), no dia 25 de agosto, deu conta de que o nome inglês é de fato "The Sun Comes Out". Quanto ao título "Sale El Sol", esse é o nome de uma música inédita que foi tocada ao vivo pela primeira vez na edição de 2010 do festival Rock in Rio, em Madri, e dedicada ao amigo argentino Gustavo Cerati, que em maio de 2010 sofreu um derrame e entrou em estado em coma, após um show que fez na Venezuela.
Além de "Sale El Sol", mais uma parceria da colombiana com Luis Fernando Ochoa (co-responsável por faixas de Shakira como Si te vas, Inevitable, Que me quedes tú, La Tortura, Las de la intuición e "Animal City", esta última do disco Oral Fixation Vol. 2). Shakira previamente apresentou outra música inédita que vem a ser outra faixa do disco, intitulada "Gordita", criada e cantada em parceira com René, da dupla de reggaeton portorriquenha Calle 13, sendo tocada em eventos como as edições de 2010 dos festivais Rock In Rio de Lisboa e Madri e do Festival de Glastonbury.
No dia 14 de outubro, cinco dias antes da data anunciada, foi divulgada no site oficial da cantora uma notícia em que se poderia fazer uma audição de todas as músicas do álbum na conta do Facebook oficial de Shakira, além de permitir uma pré-venda do álbum, à maneira de sites como Amazon.com, sendo que a filial online alemã deste site inclusive foi uma das primeiras a exibir amostras das faixas, as quais estavam disponíveis na íntegra para descarga desde o dia 15 de outubro. O álbum estreou nos Estados Unidos na 7ª posição na Billboard 200. Este é considerado um dos melhores álbuns da colombiana, pois mostra ela em um estilo mais clean e imersa em um amadurecimento pessoal e artístico.

## Música e letras
Sale el Sol é considerado o retorno de Shakira às suas raízes e é uma fusão entre pop e fortes influencias de música latina e colombiana. Shakira disse que existem três "direções" em Sale el Sol: uma romântica, uma "muito rock and roll" e uma "latina, tropical". Explicando a "direção" romântica do álbum, ela disse que era algo "no qual eu não tinha aproveitado nos últimos três anos, mas de repente veio até mim e não consegui conter isso. tem canções que são muito intensas, muito românticas [sic]". Exemplos incluem baladas como "Antes de Las Seis" e "Lo Que Más", na primeira Shakira entrega "uma voz triste, emocional e sincera" enquanto no último ela canta sobre um piano e uma melodia complementada por cordas. Sobre a "direção" rock and roll do álbum, Shakira disse: "Eu comecei minha carreira como artista de rock e acabei me transferindo para o pop, então foi divertido voltar a encontrar esse lado da minha personalidade artística".

"É como se eu me encontrasse novamente. Você fica influenciada por tudo o que você ouve no rádio, ou talvez pelo que você sente que as expectativas de outras pessoas são. Mas, então, de repente percebe-se que tudo o que você precisa para escrever sobre o que está dentro de você - não para olhar para fora, mas para dentro."

—Shakira falando sobre a concepção, do álbum.
A faixa-título é um rock alternativo acústico e com influência de pop latino, enquanto "Devoción" é uma faixa de rock alternativo tecno-influenciada em que Shakira "supera todas as inspirações U2, em seu próprio jogo", de acordo com Stephen Thomas Erlewine, crítico do AllMusic. O "sensual, energético, baixo-carregado" "Tu Boca" possui influências de new wave. "Islands" é uma regravação da música original de mesmo nome da banda inglesa de indie pop The xx. Shakira adiciona alguns elementos de house music e art pop, da música original.
O lado "latino" e tropical do álbum é proeminentemente influenciado pelo merengue. O gênero é caracterizado pelo uso do acordeão e do instrumento de percussão tambor. "Loca", é a interpretação de Shakira da música "Loca Con Su Tiguere" de El Cata, e é composta por golpes de merengue com trompas de dança e batidas techno. Da mesma forma, "Rabiosa" é a interpretação de Shakira da canção de El Cata "La Rabiosa", e é uma faixa dance e merengue de ritmo acelerado. Além de merengue, músicas como "Addicted to You", que apresenta "letras bilíngües, um refrão dos anos 70 e sons de Copacabana", são influenciados pela música reggaeton. "Gordita", o dueto entre Residente e Shakira, é uma cumbia e um híbrido de rap latino.
Falando sobre o conteúdo lírico do álbum, Shakira disse que existem algumas músicas "que são apenas para dançar em uma balada, que não tem uma grande transcendência". Em "Rabiosa", Shakira canta sobre o sex appeal de seu parceiro. "Loca" expressa o comportamento errático e obsessivo de Shakira em relação ao seu namorado, mais do que a sua outra líder. No entanto, Shakira também disse que existem algumas músicas que "permanecerão no coração das pessoas e na consciência delas, às vezes para sempre". Ela descreveu essas faixas como "músicas que têm o poder de alimentar os relacionamentos das pessoas e estados de espírito e estados espirituais". De acordo com a Billboard, a faixa-título é composta de letras "evocativas e esperançosas" dedicadas ao cantor e compositor argentino e amigo de Shakira, Gustavo Cerati, que estava em coma no tempo do lançamento do álbum. "Antes de las Seis" lida com problemas de saudade, arrependimentos e solidão. Shakira disse que essas músicas são escritas "de maneira tão pessoal e íntima que naquele momento. Não estou realmente pensando muito. Estou deixando tudo fora."

## Lançamento

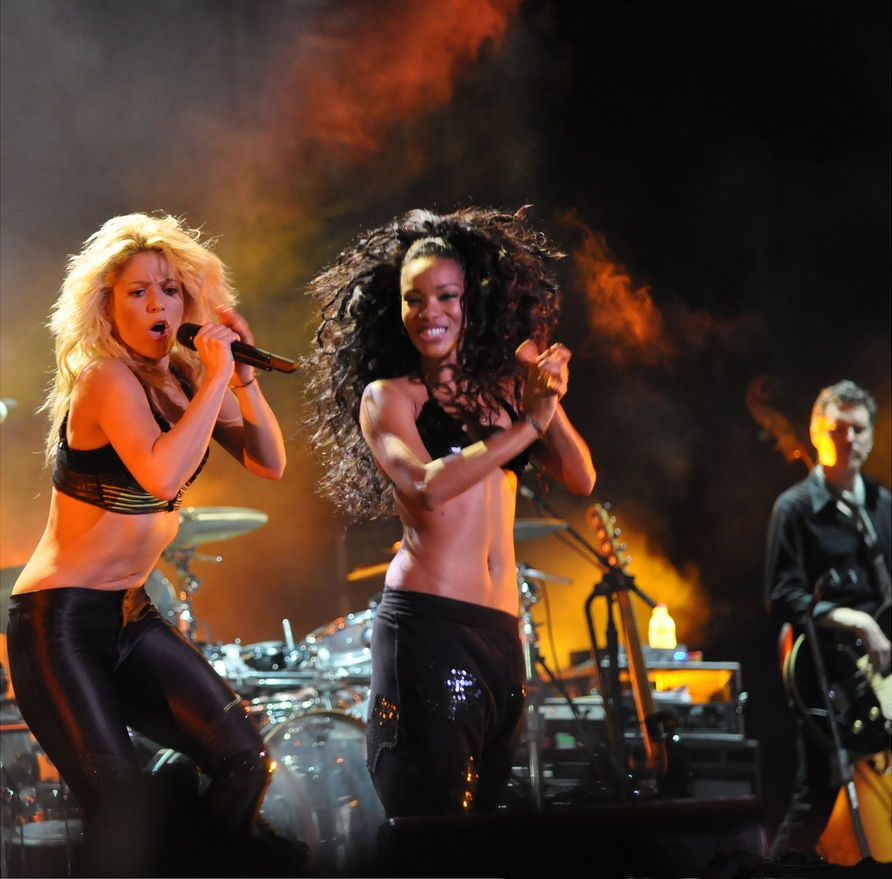
Shakira durante um performance, na série de shows da The Sun Comes Out World Tour.

O Sol foi lançado mundialmente em 19 de outubro de 2010. O álbum foi disponibilizado para download digital no iTunes Store, no mesmo dia. Uma versão em inglês do álbum, The Sun Comes Out, também foi lançada e contém exatamente a mesma lista de faixas; A única diferença é a ordem de execução, pois as versões espanholas de "Loca" e "Rabiosa", com El Cata, estão incluídas como faixas extras, enquanto as versões em inglês, apresenta Dizzee Rascal e Pitbull, respectivamente, estão incluídas na lista de faixas principais.

### Singles
"Loca" foi escolhido como single principal do álbum; A versão em espanhol, com El Cata, foi lançada em 10 de setembro de 2010, enquanto a versão inglesa, com Dizzee Rascal, foi lançada em 13 de setembro de 2010. Tornou-se um sucesso internacional. Ele atingiu o topo das paradas de países como França, Itália, Espanha e Suíça. Nos Estados Unidos, a música alcançou o número 32 no Billboard Hot 100, e também liderou a Hot Latin Songs, Latin Pop Airplay, e Tropical Songs charts. "Loca" foi certificado de dupla platina no México e na Espanha, pela Mexican Association of Phonograph Producers e pela Producers of Spanish Music, respectivamente. No país nativo da cantora a Colômbia, foi certificado de diamante pela Colombian Association of Phonograph Producers. Também obteve certificações de platina na Itália e na Suíça. O videoclipe de acompanhamento de "Loca", foi dirigido por Jaume de Laiguana e filmado em Barcelona, Espanha, apresentando Shakira interagindo com uma multidão na praia e dançando em frente ao mar, usando um biquíni dourado.
"Sale el Sol", o título do álbum, foi lançado como o segundo single em 4 de janeiro de 2011. A música foi traçada de forma muito limitada, mas conseguiu funcionar bem no México e na Espanha, atingindo os números um e oito no Monitor Latino e Spanish Singles Chart, respectivamente. Foi certificado de ouro em ambos os países. "Sale el Sol" alcançou os números 10 e 2 no Billboard Hot Latin Songs dos EUA. Latin Pop Airplay, e Latin Pop Airplay, O videoclipe de acompanhamento, foi dirigido por Jaume de Laiguana, e mostra a cantora saindo para estar em um jardim ensolarado.

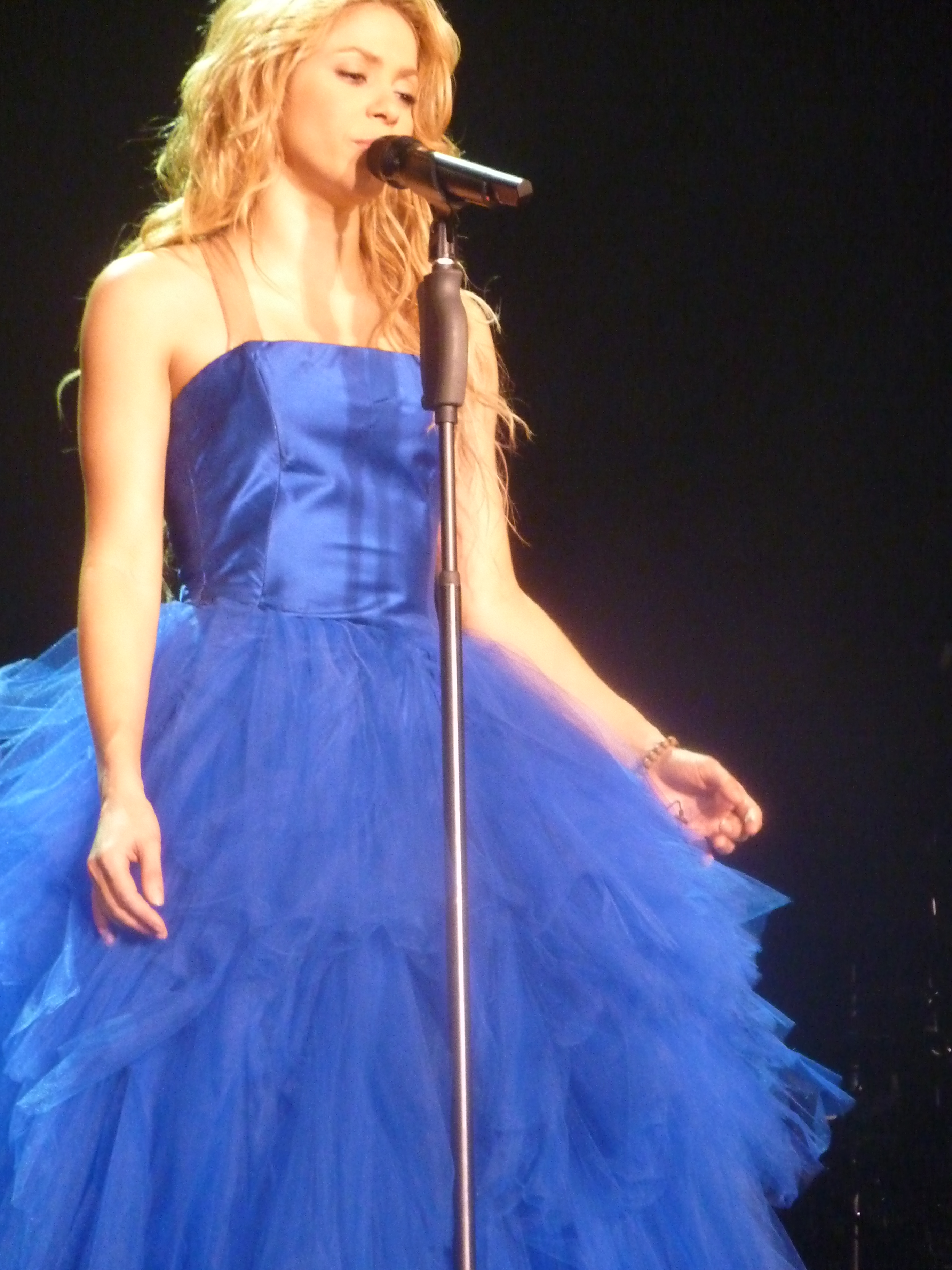
Shakira cantando "Antes de las Seis" durante a The Sun Comes Out World Tour, vestida com um "vestido azul plumoso".

"Rabiosa" foi escolhido para ser o terceiro single do álbum; As versões em espanhol e inglês da música, com El Cata e Pitbull, respectivamente, foram lançadas em 8 de abril de 2011. Um sucesso comercial, encabeçou a parada da Espanha e atingiu as primeiras posições em países como Áustria, Bélgica e Itália. Um sucesso nas paradas de singles latinos nos Estados Unidos, atingindo o número oito na parada da Billboard Hot Latin Songs chart e Latin Pop Airplay e também atingiu o pico no 13 no gráfico da Tropical Songs. A música foi certificada de dupla platina no México, platina na Espanha e na Itália. O videoclipe de acompanhamento para o single, dirigido por Jaume De Laiguana, apresenta Shakira se divertindo em uma festa, enquanto se exibe com uma peruca morena; Também contém cenas da cantora com os cabelos loiros normais, dançando pole dance, de forma bem sensual.
"Antes de las Seis" foi lançado como o quarto single em 21 de outubro de 2011. Não foi bem sucedido na tabelas de singles, mas esteve moderadamente bem, nas paradas de airplay, liderando a parada de airplay na Espanha e atingiu o pico de número quatro na parada da Billboard Latin Pop Airplay dos EUA. É a única música do álbum a não entrar no top 10 da Billboard Hot Latin Songs dos EUA. Em 2013, "Antes de las Seis" foi certificado de ouro no México. A gravação ao vivo da performance da música de Shakira, durante o concerto Palais Omnisports de Paris-Bercy da The Sun Comes Out World Tour, tirada do álbum ao vivo Live from Paris, serviu como o videoclipe de acompanhamento para o single.
"Addicted to You" foi lançado como o quinto e último single do Sale el Sol, em 13 de março de 2012. Tornou-se um sucesso no México, onde recebeu uma certificação de platina e Polônia, onde encabeçou a parada de airplay. Nos Estados Unidos, ele atingiu o número nove na parada da Billboard Hot Latin Songs dos EUA e número três no Latin Pop Airplay e Tropical Songs. O videoclipe de acompanhamento de "Addicted to You" foi dirigido por Anthony Mandler, e apresenta Shakira dançando em vários locais, como uma cidade de "estilo antigo espanhola", uma catedral e uma banheira, enquanto se diverte em diferentes lugares da "alta moda".

### The Sun Comes Out World Tour
Para promover o álbum, assim como She Wolf, Shakira embarcou na The Sun Comes Out World Tour no final de 2010. O site oficial de Shakira anunciou pela primeira vez os três locais iniciais da parte norte-americana da turnê, em 3 de maio de 2010< e posteriormente, 22 locais a mais foram adicionados. Depois de um show de pré-lançamento especial realizado em Montreal, Canadá, em 15 de setembro de 2010, a parte norte-americana da turnê começou em Uncasville, Connecticut, em 17 de setembro, e encerrou-se em Rosemont, Illinois, em 29 de outubro de 2010. As datas iniciais para a etapa européia da turnê foram anunciadas em 28 de junho de 2010 e, posteriormente, 22 outros shows foram listados. A etapa européia da turnê foi planejada para começar em Lyon, França, em 16 de novembro, e terminar em Londres, Inglaterra, em 20 de dezembro de 2010. Os bilhetes para as datas iniciais da parte européia foram logo esgotados, e Shakira estendeu a turnê em 2011, começando por anunciar o show em Paris, França; novos locais como Croácia, Rússia, Espanha e Suíça foram adicionados em breve. A etapa latino-americana da turnê, teve como parte o Pop Festival, que foi anunciada como uma iniciativa para trazer estrelas da música internacional, para a América Latina. As primeiras datas de turnê para a perna foram anunciadas em 3 de dezembro de 2010 e logo os locais em países como Argentina, Brasil, Colômbia e México foram adicionados às datas da turnê.

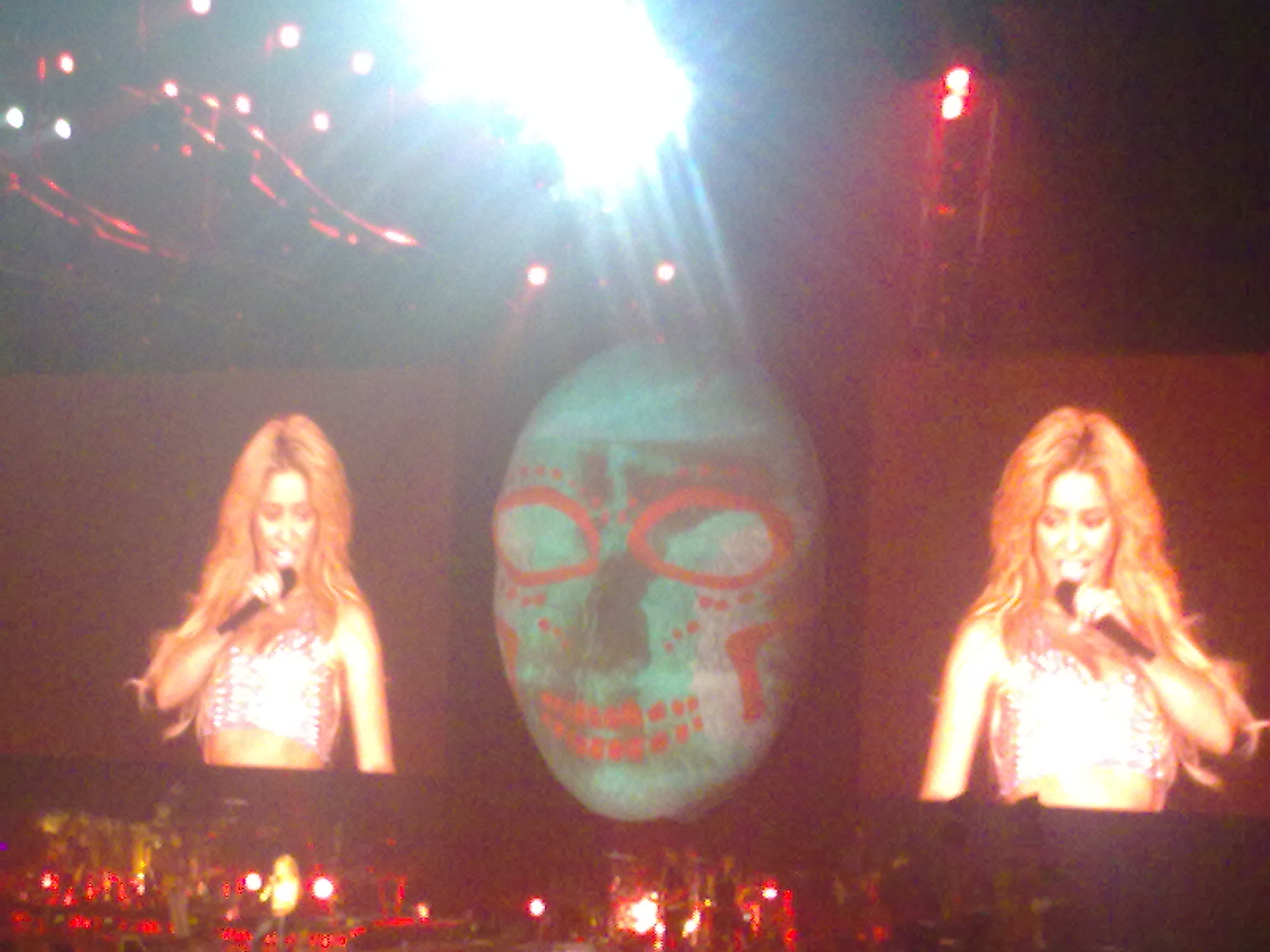
Shakira performando "Gordita" durante a The Sun Comes Out World Tour.

O set-list da turnê foi composto principalmente de músicas do Sale el Sol: "Antes de las Seis", "Gordita", "Loca", "Sale el Sol" and "Waka Waka (This Time for Africa)". O palco foi moldado como a letra "T" para permitir que uma quantidade máxima de telespectadores vejam Shakira, de forma melhor. Uma grande tela estava projetada atrás do palco, em que foram projetadas várias imagens, projetadas pela agência de entretenimento Loyalkaspar. Para o desempenho, Shakira usava principalmente um top de malha de cor de ouro combinado com calças de couro bem apertadas. Outros presentes que Shakira usou durante os shows, incluíram um vestido rosa com capuz, uma saia de flamenco e um vestido azul plumoso.
Os shows foram bem recebidos pelos críticos, muitos dos quais elogiaram o carisma Shakira, durante as apresentações. Comercialmente, a turnê foi um sucesso. Ela ficou no número 40, na lista de "Top 50 North American Tours" da Pollstar em 2010, que arrecadou um total de US $ 16,9 milhões no continente, totalizando 524,723. Na América do Norte, a turnê vendeu uma média de 9.335 ingressos e um total de 205.271 ingressos. A turnê foi um sucesso maior em todo o mundo, classificando-se no número 20 no "Top 25 Worldwide Tours" da Pollstar 2011. Seu total bruto durante suas datas mundiais foi de US $53,2 milhões e as vendas de ingressos totalizaram 692,064. Um álbum ao vivo do show gravado no Palais Omnisports de Paris-Bercy em Paris, na França, foi lançado como Shakira: Live from Paris, em 5 de dezembro de 2011.

## Recepção da crítica
| Críticas profissionais     | Críticas profissionais |
| Pontuações agregadas       | Pontuações agregadas   |
| Fonte                      | Avaliação              |
| -------------------------- | ---------------------- |
| Metacritic                 | 89/100                 |
| Avaliações da crítica      |                        |
| Fonte                      | Avaliação              |
| AllMusic                   | [ 26 ]                 |
| Billboard                  | 91/100                 |
| Entertainment Weekly       | A                      |
| Rolling Stone              | [ 98 ]                 |
| Seattle Post-Intelligencer | (favorável)            |
| Stanford Daily             | (favorável)            |
| Terra USA                  | (misto)                |
| The Washington Post        | (favorável)            |

No Metacritic, atribuiu uma classificação normalizada de 100 às críticas dos críticos mainstream, Sale el Sol recebeu uma pontuação média de 89, com base em 5 críticas, indicando "aclamação universal". Carlos Quintana do About.com, elogiou a experimentação de Shakira com sons como merengue e rock no álbum, observando que seu "estilo inovador sem fim, que nos dá uma indicação de sua evolução artística e interesses musicais atuais", e que Sale el Sol "mostra novamente por que Shakira é uma das melhores artistas do pop latino do mundo". Stephen Thomas Erlewine, da AllMusic, deu uma revisão muito positiva, complementando a versatilidade de Shakira em sua "abordagem pan-global" e elogiando a natureza simples e "jovial" do álbum, dizendo que "não soa sem sentido ou um trabalho excessivo - é ensolarado e fácil, sua flutuabilidade natural disfarçando o alcance e a habilidade de Shakira - mas ouça atentamente e torna-se evidente que ninguém faz melhores discos pops no novo milênio, do que ela ". A revisão da Billboard, do álbum também foi extremamente positiva, observando que sua composição é "infinitamente mais memorável e única do que o famoso trabalho de 2009 da cantora, She Wolf", e que "consegue superar a divisão entre a antiga e nova Shakira com uma faísca que o mantém ouvindo até fim."
Michelle Morgante, do Boston.com, escolheu as músicas influenciadas pelo merengue em Sale el Sol, como "alguns dos momentos mais fortes" e observou que o álbum é uma representação mais verdadeira da Shakira que excitou a América Latina e a impulsionou para o cenário mundial." James Reed, do The Boston Globe, sentiu que, enquanto o Sale el Sol está subindo, "não é tão oneroso como She Wolf", prova ser "mais um passo adiante para um artista que raramente olha para trás". Mikael Good, da Entertainment Weekly, vendeu Sale el Sol, como uma demonstração da "mentalidade corajosamente global" de Shakira e atribuiu-lhe uma nota perfeita de "A". Jesus Yanez-Kings, da Northern Arizona News, preferiu as faixas mais influenciadas pelo rock, do álbum e concluiu que o Sale el Sol é um dos melhores lançamentos da Shakira, com músicas que se tornaram clássicas nos próximo anos. Mikel Toombs, do Seattle Post-Intelligencer, disse que o álbum apresenta Shakira "de forma mais animada". Jennifer Schaffer, da Stanford Daily, chamou o trabalho de um "álbum fantásticamente diverso, com algumas colaborações impressionantes e uma gama de emoções verdadeiramente impressionantes" e elogiou a entrega vocal da cantora, dizendo que "o poder absoluto dos acordes vocais de Shakira é claramente o foco do álbum". Allison Stewart sentiu que o álbum era uma vitrine de voz "notável" de Shakira e concluiu que, embora Sale el Sol, não seja "necessariamente aventureiro", ele "oferece uma melhor vitrine para os incontáveis encantos de Shakira do que os antecessores já fizeram". Carlos Macias do Terra USA, no entanto, deu ao álbum uma revisão mista e disse que o álbum "entrega metade dos bens".

## Promoção
Shakira cantou a faixa-título do álbum em Junho de 2010 durante o Rock in Rio em Madrid. Em 26 de Junho de 2010, ela também se apresentou na edição de 2010 do Festival de Glastonbury, cantando as músicas "Gordita" (com Calle 13) e "Islands". Durante a etapa americana da turnê mundial de promoção do álbum, Shakira cantou "Loca" no The Late Show with David Letterman no dia 23 de Setembro de 2010, e no Dancing with the Stars, no dia 19 de Outubro, além de promover o álbum sem performar músicas no Today Show, no dia 22 de Setembro de 2010, e no Lopez Tonight, no dia 19 de Outubro.
Após a etapa norte-americana da turnê, Shakira se apresentará no MTV Europe Music Awards 2010, cantando ao lado do rapper Plan B, e na final da temporada atual da edição alemã do programa de matriz inglesa X Factor, fato confirmado pela filial da Sony Music na Alemanha. Shakira por enquanto está em turnê por vários países para promover o álbum Sale el sol.

## Desempenho comercial

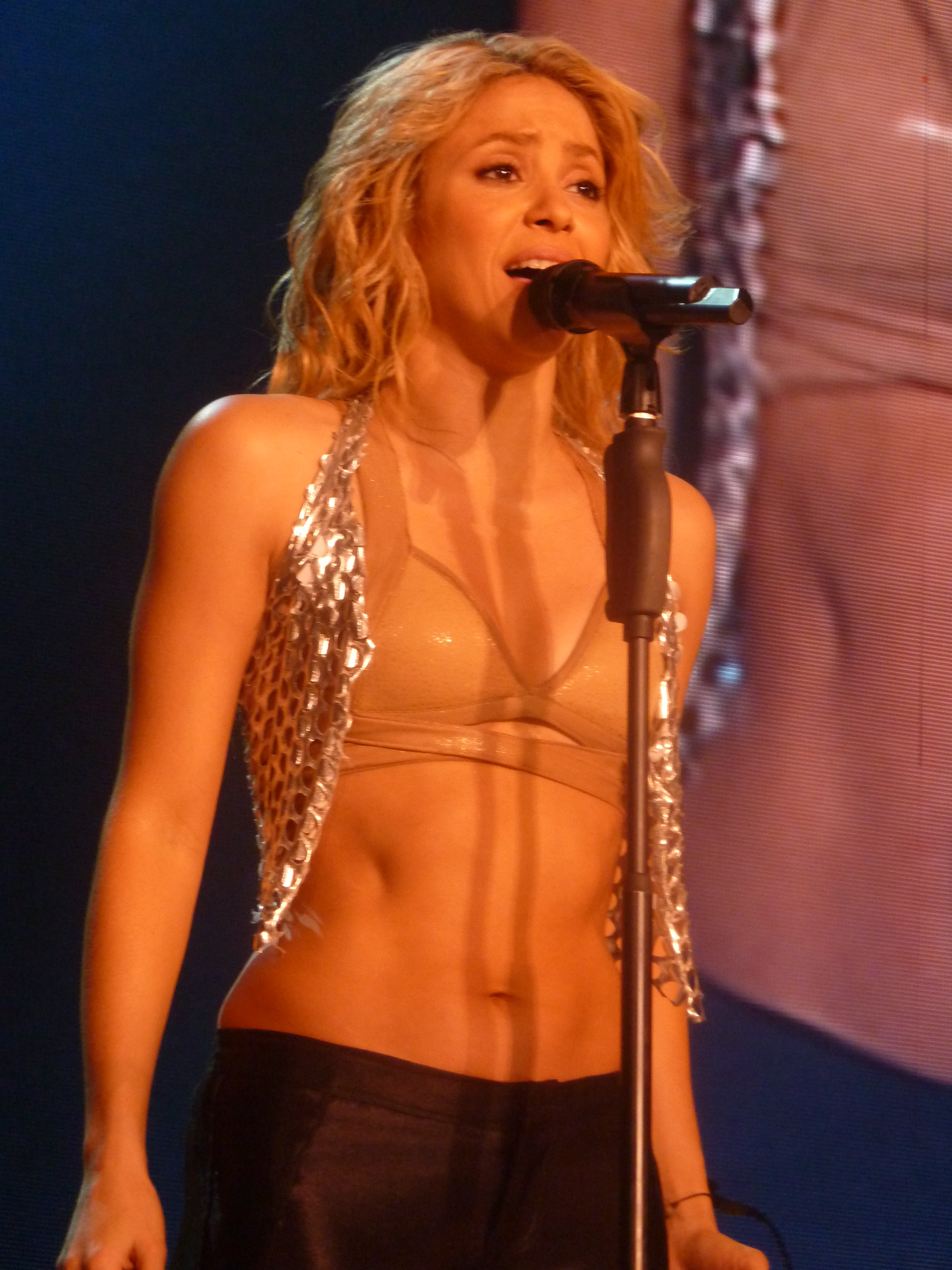
Shakira cantando a canção título "Sale el Sol" durante a The Sun Comes Out World Tour.

O álbum foi um sucesso na Europa. Na Áustria, Sale el Sol alcançou o número três na  parada de álbuns austríaca, ficando um total de 44 semanas na parada. Nesta região, foi certificado de platina pela International Federation of the Phonographic Industry (IFPI), por vender 20 mil unidades. O álbum estreou no número 15 na parada da Ultratop na região holandesa de Flandres na Bélgica e saltou para a posição máxima de número oito na semana seguinte. deslocando o duo de pop rock francês AaRON com o álbum Birds in the Storm do primeiro lugar. Sale el Sol tornou-se o primeiro álbum de estúdio de Shakira a alcançar o número um na região. Em Flandres e na Valónia, o álbum ficou por 55 e 54 semanas, respectivamente. A Belgian Entertainment Association (BEA), certificou o álbum com platina por vender mais de 20 mil unidades.
Depois de entrar nas paradas de álbuns franceses no número dois, Sale el Sol atingiu o número um por duas semanas consecutivas, impulsionado pelo sucesso do single "Loca" no país. Passou 17 semanas consecutivas no top 10 e 113 semanas no top 20, tornando-se o maior álbum de Shakira nas paradas do país. Terminou como o 13º álbum mais vendido de 2010 na França, com vendas de 236,616 unidades. O álbum ainda vendeu 198 mil unidades em 2011, aparecendo no número 10 na tabela de final de ano e trazendo suas vendas para um total de 425 mil unidades. Além de ser o primeiro  álbum da cantora a ficar no topo da lista de álbuns franceses, Sale el Sol é o álbum mais da cantora mais certificado no país, conforme a Syndicat National de l'Édition Phonographique (SNEP), pelas vendas de mais de 500 mil unidades. É um dos álbuns mais vendidos da França de todos os tempos. Em contrapartida, Sale el Sol tornou-se o álbum de estúdio mais baixo do cantora nas paradas da Alemanha, atingindo o número seis no Media Control Charts. No entanto, alcançou altas vendas no país e foi certificado de platina pela The Federal Association of Music Industry (BVMI), por ter vendido mais de 200 mil unidades na Alemanha. O álbum alcançou o número quatro na tabela de álbuns húngaros e foi certificado de platina pela Association of Hungarian Record Companies, por vender 10 mil unidades.
Na Itália, estreou no terceiro lugar na tabela da FIMI Álbuns e ascendeu ao número um na semana seguinte. Sale el Sol foi o segundo álbum consecutivo de Shakira a atingir a posição máxima da parada de álbuns italianos, depois que She Wolf liderou a parada em 2009. A sua permanência dentro do top 20 durou 19 semanas. A Federazione Industria Musicale Italiana (FIMI), certificou o de platina o álbum por vender mais de 60.000 unidades. Sale el Sol estreou no topo da lista de álbuns portugueses - o primeiro álbum de Shakira a realizar a façanha no país - e passou duas semanas no número um. Ele conseguiu permanecer no top 10 por 23 semanas consecutivas. Foi certificado de platina pela Associação Fonográfica Portuguesa (AFP), por ter vendido mais de 15 mil unidades em Portugal. Sale el Sol é o primeiro álbum de estúdio da cantora desde Fijación Oral, Vol. 1 (2005), a atingir o pico de primeiro lugar na lista de álbuns espanhóis depois que estreou na posição superior. Passando um total de 63 semanas no gráfico e foi certificado de dupla platina pelos Productores de Música de España (PROMUSICAE), pelas vendas de 80 mil unidades. Na Suíça, o álbum foi lançado no momento em que a banda Kings of Leon liderava a parada com Come Around Sundown, que estreou no número um. Sale el Sol ficou na parada por 49 semanas no total. Na Suíça, foi certificado de dupla platina pela IFPI, por vender 40 mil unidades.
O álbum também teve vendas altas na América do Sul. No país nativo de Shakira a Colômbia, vendeu mais de 200 mil unidades e foi certificado diamante pela Colombian Association of Phonograph Producers (ASINCOL). No México, Sale el Sol estreou no número um da Lista de álbuns mexicanos, tornando-se o segundo álbum de estúdio consecutivo da cantora para entrar no gráfico na posição superior. Também se tornou seu maior álbum no país, gastando um total de 50 semanas. Nesta região, foi certificado de platina e ouro pela Mexican Association of Phonograph Producers (AMPROFON), para embarques de 90 mil unidades. No Canadá, o álbum alcançou o número 11 no parada de álbuns canadense, passando um total de duas semanas no gráfico. Nos Estados Unidos, Sale el Sol caiu e alcançou o número sete na parada da Billboard 200, nos EUA até data na parada de 6 de novembro de 2010. Na parada Latin Albums, Sale el Sol estreou no número um, com vendas de primeira semana no valor de 52.000 unidades, compiladas pela Nielsen SoundScan. Ele marcou o maior estréia para um álbum latino no ano e o quinto álbum de Shakira a conquistar o pico no número um. De acordo com a Billboard, 35% das vendas da primeira semana foram creditadas pelas fortes vendas digitais. No total, o Sol passou 118 semanas na parada de álbuns latinos. No gráfico Latin Pop Albums, voltou a atingir o número um e passou 118 semanas na parada no total.

## Faixas
- Shakira escreveu ou co-escreveu todas as músicas do álbum exceto "Islands" que é uma versão cover da banda The XX. As pessoas que trabalharam nas canções estão sendo citadas abaixo.[145]

Sale el Sol – Edição Padrão
| N.º            | Título                                     | Letras                                                | Música                                                                        | Produção                                                                                          | Duração |  |
| 1.             | "Sale el Sol"                              | Shakira Luis Fernando Ochoa                           | Shakira Ochoa                                                                 | Shakira Ochoa                                                                                     | 3:21    |  |
| 2.             | "Loca" (featuring El Cata)                 | Shakira El Cata Pitbull                               | Shakira El Cata Pitbull                                                       | Shakira Ochoa [a] Josh Abraham [a] Oligee [a] El Cata [a] Gucci Vump [b] Jonathan Shakhovskoy [b] | 3:05    |  |
| 3.             | "Antes de las Seis"                        | Shakira Lester Méndez                                 | Shakira Méndez                                                                | Shakira Méndez                                                                                    | 2:56    |  |
| 4.             | "Gordita" (featuring Residente Calle 13)   | Shakira Calle 13                                      | Shakira Calle 13                                                              | Shakira Calle 13 John Hill [a] Diplo [b]                                                          | 3:26    |  |
| 5.             | "Addicted to You"                          | Shakira El Cata Ochoa Hill                            | Shakira El Cata Ochoa Hill                                                    | Shakira Ochoa [a] El Cata [a] Hill [b]                                                            | 2:28    |  |
| 6.             | "Lo Que Más"                               | Shakira Albert Menéndez                               | Shakira Menéndez                                                              | Shakira Méndez [a]                                                                                | 2:29    |  |
| 7.             | "Mariposas"                                | Shakira Menéndez                                      | Shakira Menéndez                                                              | Shakira Menéndez [a]                                                                              | 3:47    |  |
| 8.             | "Rabiosa" (featuring El Cata)              | Shakira Pitbull El Cata                               | Shakira Pitbull El Cata                                                       | Shakira Ochoa [a] Abraham [a] Oligee [a] El Cata [a] Jim Jonsin [b]                               | 2:52    |  |
| 9.             | "Devoción"                                 | Shakira Jorge Drexler                                 | Shakira Hill Sam Endicott Gustavo Cerati                                      | Shakira Hill                                                                                      | 3:31    |  |
| 10.            | "Islands"                                  | Baria Qureshi Oliver Sim Jamie Smith Romy Madly Croft | Qureshi Sim Smith Croft                                                       | Shakira Lukas Burton                                                                              | 2:45    |  |
| 11.            | "Tu Boca"                                  | Shakira Drexler                                       | Shakira Cerati Menéndez Tim Mitchell                                          | Shakira Hill [a] Cerati [a]                                                                       | 3:27    |  |
| 12.            | "Waka Waka (Esto es África)" (K-Mix)       | Shakira                                               | Shakira Hill Emile Kojidie Dooh Belly Eugene Victor Ze Bell Jean Paul Drexler | Shakira Hill                                                                                      | 3:07    |  |
| 13.            | "Loca" (featuring Dizzee Rascal)           | Shakira El Cata Dizzee Rascal Pitbull                 | Shakira El Cata Dizzee Rascal Pitbull                                         | Shakira Ochoa [a] Abraham [a] Oligee [a] El Cata [a] Gucci Vump [b]                               | 3:13    |  |
| 14.            | "Rabiosa" (featuring Pitbull)              | Shakira Pitbull El Cata                               | Shakira Pitbull El Cata                                                       | Shakira Ochoa [a] Abraham [a] Oligee [a] El Cata [a] Jim Jonsin [b]                               | 2:52    |  |
| 15.            | "Waka Waka (This Time for Africa)" (K-Mix) | Shakira                                               | Shakira Hill Kojidie Victor Paul                                              | Shakira Hill                                                                                      | 3:07    |  |
| Duração total: | Duração total:                             | Duração total:                                        | Duração total:                                                                | Duração total:                                                                                    | 46:04   |  |

| The Sun Comes Out – Japão faixa bônus | |                                                      |                       |         |  |
| N.º                                   | Título                                                                                                 | Compositor(es)                                       | Produtor(es)          | Duração |  |
| 16.                                   | "Give It Up to Me" (featuring Lil Wayne e Timbaland)                                                   | Shakira, Amanda Ghost, Timothy Mosley, Dwayne Carter | Shakira, Timbaland    | 3:03    |  |
| 17.                                   | "Did It Again" (featuring Kid Cudi)                                                                    | Shakira, Pharrell Williams, Scott Mescudi            | Shakira, The Neptunes | 3:47    |  |
| 18.                                   | "Waka Waka (This Time for Africa)" (Tema oficial da Copa do Mundo Fifa 2010) (featuring Freshlyground) | Shakira, Hill, Kojidie, Victor, Paul, Drexler        | Shakira, Hill         | 3:22    |  |

| Sale El Sol – Edição da Colombiana, Equador, Peru (faixa bônus) |                                                                                                   |                                                        |              |         |  |
| N.º                                                             | Título                                                                                            | Compositor(es)                                         | Produtor(es) | Duração |  |
| 16.                                                             | "Gitana"                                                                                          | Shakira, Amanda Ghost, Dench, Struken, Rogers, Drexler |              |         |  |
| 17.                                                             | "Waka Waka (Esto Es África)" (Sharam Radio Edit) (featuring Freshlyground)                        | Shakira, Hill, Kojidie, Victor, Paul, Drexler          |              |         |  |
| 18.                                                             | "Waka Waka (Esto Es África)" (Havana Funk Remix) (featuring Freshlyground)                        | Shakira, Hill, Kojidie, Victor, Paul, Drexler          |              |         |  |
| 19.                                                             | "Loca" (Freemasons Spanish Club Edit) (featuring El Cata)                                         | Shakira, El Cata, Pitbull                              |              |         |  |
| 20.                                                             | "Loca" (Brodicat Beat Beep Remix By Brodicat AKA Brodinski And Mikix The Cat) (featuring El Cata) | Shakira, El Cata, Pitbull                              |              |         |  |
| 21.                                                             | "Loca" (Static Revenger Mix Radio Edit) (featuring El Cata)                                       | Shakira, El Cata, Pitbull                              |              |         |  |

| Sale el Sol – iTunes faixa bônus |                                                     |                                          |                                                           |         |  |
| N.º                              | Título                                              | Compositor(es)                           | Produtor(es)                                              | Duração |  |
| 16.                              | "Loca" (Freemasons Remix) (featuring Dizzee Rascal) | Shakira, El Cata, Dizzee Rascal, Pitbull | Shakira, Ochoa*, Abraham*, Oligee*, El Cata*, Gucci Vump^ | 3:01    |  |

| Sale el Sol – Edição da Alemanha | |                                                       |                                                                               |                                                                                                   |         |  |
| N.º                              | Título                                                                                                | Letras                                                | Música                                                                        | Produção                                                                                          | Duração |  |
| 1.                               | "Sale el Sol"                                                                                         | Shakira Luis Fernando Ochoa                           | Shakira Ochoa                                                                 | Shakira Ochoa                                                                                     | 3:21    |  |
| 2.                               | "Loca" (featuring Dizzee Rascal)                                                                      | Shakira El Cata Dizzee Rascal Pitbull                 | Shakira El Cata Dizzee Rascal Pitbull                                         | Shakira Ochoa [a] Abraham [a] Oligee [a] El Cata [a] Gucci Vump [b]                               | 3:13    |  |
| 3.                               | "Antes de las Seis"                                                                                   | Shakira Lester Méndez                                 | Shakira Méndez                                                                | Shakira Méndez                                                                                    | 2:56    |  |
| 4.                               | "Gordita" (featuring Residente Calle 13)                                                              | Shakira Calle 13                                      | Shakira Calle 13                                                              | Shakira Calle 13 John Hill [a] Diplo [b]                                                          | 3:26    |  |
| 5.                               | "Addicted to You"                                                                                     | Shakira El Cata Ochoa Hill                            | Shakira El Cata Ochoa Hill                                                    | Shakira Ochoa [a] El Cata [a] Hill [b]                                                            | 2:28    |  |
| 6.                               | "Lo Que Más"                                                                                          | Shakira Albert Menéndez                               | Shakira Menéndez                                                              | Shakira Méndez [a]                                                                                | 2:29    |  |
| 7.                               | "Mariposas"                                                                                           | Shakira Menéndez                                      | Shakira Menéndez                                                              | Shakira Menéndez [a]                                                                              | 3:47    |  |
| 8.                               | "Rabiosa" (featuring Pitbull)                                                                         | Shakira Pitbull El Cata                               | Shakira Pitbull El Cata                                                       | Shakira Ochoa [a] Abraham [a] Oligee [a] El Cata [a] Jim Jonsin [b]                               | 2:52    |  |
| 9.                               | "Devoción"                                                                                            | Shakira Jorge Drexler                                 | Shakira Hill Sam Endicott Gustavo Cerati                                      | Shakira Hill                                                                                      | 3:31    |  |
| 10.                              | "Islands"                                                                                             | Baria Qureshi Oliver Sim Jamie Smith Romy Madly Croft | Qureshi Sim Smith Croft                                                       | Shakira Lukas Burton                                                                              | 2:45    |  |
| 11.                              | "Tu Boca"                                                                                             | Shakira Drexler                                       | Shakira Cerati Menéndez Tim Mitchell                                          | Shakira Hill [a] Cerati [a]                                                                       | 3:27    |  |
| 12.                              | "Waka Waka (This Time for Africa)" (K-Mix)                                                            | Shakira                                               | Shakira Hill Kojidie Victor Paul                                              | Shakira Hill                                                                                      | 3:07    |  |
| 13.                              | "Loca" (featuring El Cata)                                                                            | Shakira El Cata Pitbull                               | Shakira El Cata Pitbull                                                       | Shakira Ochoa [a] Josh Abraham [a] Oligee [a] El Cata [a] Gucci Vump [b] Jonathan Shakhovskoy [b] | 3:05    |  |
| 14.                              | "Rabiosa" (featuring El Cata)                                                                         | Shakira Pitbull El Cata                               | Shakira Pitbull El Cata                                                       | Shakira Ochoa [a] Abraham [a] Oligee [a] El Cata [a] Jim Jonsin [b]                               | 2:52    |  |
| 15.                              | "Waka Waka (Esto es África)" (K-Mix)                                                                  | Shakira                                               | Shakira Hill Emile Kojidie Dooh Belly Eugene Victor Ze Bell Jean Paul Drexler | Shakira Hill                                                                                      | 3:07    |  |
| 16.                              | "Waka Waka (This Time for Africa)" (Tema oficial da Copa do Mundo Fifa 2010; featuring Freshlyground) | Shakira                                               | Shakira Hill Kojidie Victor Paul                                              | Shakira Hill                                                                                      | 3:22    |  |

| iTunes faixa bônus |                                                       |                   |         |  |
| N.º                | Título                                                | Outros artistas   | Duração |  |
| 16.                | "Waka Waka (This Time for Africa)" (Freemasons remix) | com Dizzee Rascal | 3:01    |  |

| Japão faixa bônus |                                    |                   |         |  |
| N.º               | Título                             | Outros artistas   | Duração |  |
| 16.               | "Give It Up to Me"                 | com Lil Wayne     | 3:04    |  |
| 17.               | "Did It Again" (remix)             | com Kid Cudi      | 3:47    |  |
| 18.               | "Waka Waka (This Time for Africa)" | com Freshlyground | 3:23    |  |

Notes
- ↑a  significa um co-produtor
- ↑b  significa um produtor adicional

## Desempenho nas tabelas musicais
| Tabelas musicais (2010)                   | Melhor posição |
| ----------------------------------------- | -------------- |
| Alemanha (German Albums Chart)            | 6              |
| Áustria (Austrian Albums Chart)           | 3              |
| Bélgica (Belgian Albums Chart (Flanders)) | 8              |
| Bélgica (Belgian Albums Chart (Wallonia)) | 5              |
| Canadá (Canadian Albums Chart)            | 11             |
| Dinamarca (Danish Albums Chart)           | 27             |
| Europa (European Albums Chart)            | 3              |
| Finlândia (Finnish Albums Chart)          | 28             |
| França (French Albums Chart)              | 1              |
| Espanha (Spanish Albums Chart)            | 1              |
| EUA (Billboard 200)                       | 7              |
| EUA (Top Latin Albums                     | 1              |
| EUA (Latin Pop Albums)                    | 1              |
| Grécia (Greek Albums Chart)               | 24             |
| Hungria (Hungarian Albums Chart)          | 15             |
| Itália (Italian Albums Chart)             | 1              |
| México (Mexican Albums Chart)             | 1              |
| Países Baixos (Dutch Albums Chart)        | 10             |
| Polônia (Poland Albums Chart)             | 3              |
| Portugal (Portuguese Albums Chart)        | 1              |
| República Checa (Czech Albums Chart)      | 14             |
| Rússia (Russian Albums Chart)             | 4              |
| Suécia (Swedish Albums Chart)             | 19             |
| Suíça (Swiss Albums Chart)                | 2              |
| Suíça (Swiss Albums Chart (Romandie))     | 1              |

| Chart (2010)                              | Posição |
| ----------------------------------------- | ------- |
| Áustria (Austrian Albums Chart)           | 42      |
| Bélgica (Belgian Albums Chart (Flanders)) | 97      |
| Bélgica (Belgian Albums Chart (Wallonia)) | 35      |
| Espanha (Spanish Albums Chart)            | 13      |
| EUA (Billboard Top Latin Albums)          | 6       |
| EUA (Billboard Latin Pop Albums)          | 4       |
| França (French Albums Chart)              | 11      |
| Hungria (Hungarian Albums Chart)          | 19      |
| Itália (Italian Albums Chart)             | 21      |
| Polônia (Polish Albums Chart)             | 43      |
| Suíça (Swiss Albums Chart)                | 13      |
| Chart (2011)                              | Posição |
| Argentina (Albums Chart)                  | 5       |
| Austrália (Austrian Albums Chart)         | 42      |
| Bélgica (Belgian Albums Chart (Flanders)) | 34      |
| Bélgica (Belgian Albums Chart (Wallonia)) | 16      |
| Espanha (Albums Chart)                    | 13      |
| EUA (Billboard Top Latin Albums)          | 4       |
| EUA (Billboard Latin Pop Albums)          | 3       |
| França (Albums Chart)                     | 10      |
| Hungria (Albums Chart)                    | 35      |
| Itália (Albums Chart)                     | 45      |
| Portugal (Albums Chart)                   | 7       |
| Suíça (Albums Chart)                      | 15      |
| Chart (2012)                              | Posição |
| EUA (Billboard Top Latin Albums)          | 17      |
| EUA (Billboard Latin Pop Albums)          | 6       |

## Vendas e certificações
| Região | Certificação | Vendas   |
| --- | ------------ | -------- |
| Alemanha (BVMI) | Platina      | 200,000^ |
| Argentina (CAPIF) | Platina      | 40,000^  |
| Áustria (IFPI Áustria) | Platina      | 20,000*  |
| Bélgica (BEA) | Platina      | 30,000*  |
| Brasil (Pro-Música Brasil) | Diamante     | 160,000* |
| Chile (IFPI Chile) | Ouro         | 5,000    |
| Colômbia (ASINCOL) | Diamante     | 6,000    |
| França (SNEP) | Diamante     | 500,000* |
| Espanha (PROMUSICAE) | 2× Platina   | 120,000^ |
| Estados Unidos (RIAA) | Diamante     | 600,000‡ |
| Hungria (MAHASZ) | Platina      | 6,000^   |
| Itália (FIMI) | 2× Platina   | 120,000* |
| México (AMPROFON) | Platina      | 90,000^  |
| Polônia (ZPAV) | 2× Platina   | 40,000*  |
| Portugal (AFP) | Platina      | 20,000^  |
| Rússia (NFPF) | Platina      | 10,000*  |
| Suécia (GLF) | Ouro         | 20,000^  |
| Suíça (IFPI Suíça) | Platina      | 20,000^  |
| Venezuela (APFV) | Platina      | 14,034   |
| *números de vendas baseados somente na certificação ^distribuições baseadas apenas na certificação ‡vendas+valores de streaming baseados somente na certificação |              |          |